# Eucereon rosa
Eucereon rosa är en fjärilsart som beskrevs av Walker 1854. Eucereon rosa ingår i släktet Eucereon och familjen björnspinnare. Inga underarter finns listade i Catalogue of Life.